# Artur Garcia Fossas
Artur Garcia Fossas (Igualada, 28 de maig de 1860 - Barcelona, 20 de febrer de 1944) va ser un empresari i mecenes català. Ell i el seu germà Jaume van ser propietaris d'una fàbrica de naips a Igualada i d'una de sabó a Barcelona, i van donar diners per la construcció de diversos edificis escolars. Artur també finançà un orfenat que finalment fou usat com a col·legi.

## Biografia

### L'empresari
Artur va néixer el 1860 a la casa núm. 5 de l'antic carrer del Teatre (actualment carrer Garcia Fossas) d'Igualada. A finals del segle xix ell i el seu germà eren propietaris d'una fàbrica de naips situada a la travessia Vallès d'Igualada, que donava feina a un bon nombre de persones, especialment dones.
Artur va fer un viatge a les Filipines, on va descobrir la matèria primera per a la fabricació d'un tipus de sabó i olis vegetals. Els Garcia Fossas van vendre la fàbrica de naips d'Igualada i van crear una fàbrica d'olis vegetals i sabons al barri de Sants de Barcelona, que els va proporcionar molts beneficis. La raó social en la dècada de 1940 era Compañía Fabril de Aceites Vegetales, Sucesora de A. García y Cía..

### Mecenes de diversos edificis

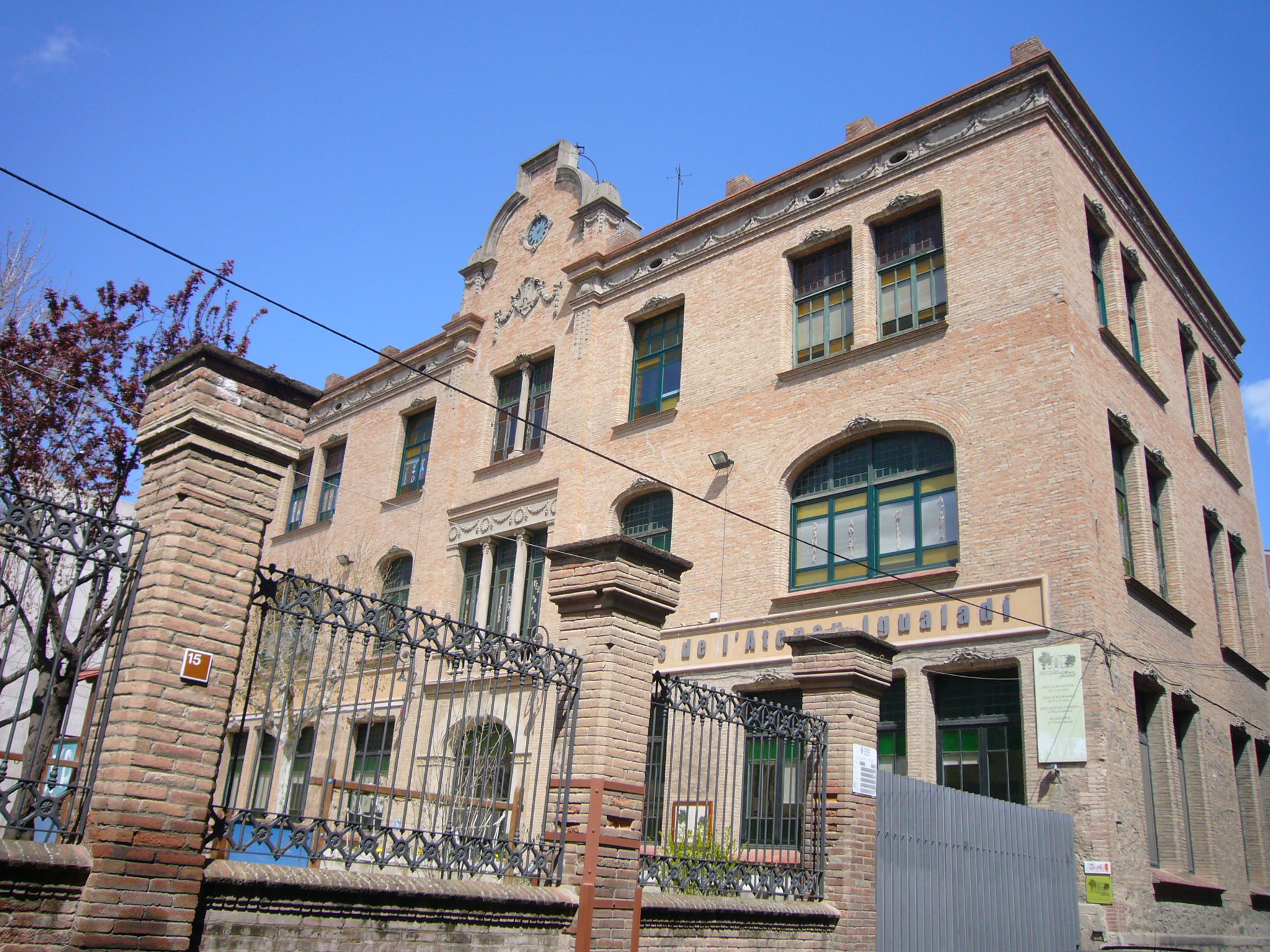
Palau Escolar de l'Ateneu Igualadí, inaugurat el 1920 i que continua funcionant com a escola

Ambdós germans van llegar fons per l'Hospital d'Igualada i patrocinaren la construcció d'un pavelló del Conservatori de l'Ateneu Igualadí. A la planta baixa del pavelló s'hi instal·là l'Escola Tèxtil, amb telers i màquines pagades pels Garcia Fossas. Al primer pis s'hi va instal·lar l'Escola de Música, i ells mateixos l'equiparen amb un piano i instruments musicals. S'hi traslladaren les classes de música l'1 de juliol de 1922. D'altra banda, van ajudar a pagar el l'edifici del Palau Escolar de l'Ateneu Igualadí, inaugurat el 1920 gràcies a una donació de 5.000 pessetes feta el 1915, una de 20.000 pessetes el 1917 i una tercera el 1918 per pagar tot el mobiliari. També patrocinaren colònies d'estiu pels alumnes pobres d'aquesta escola.

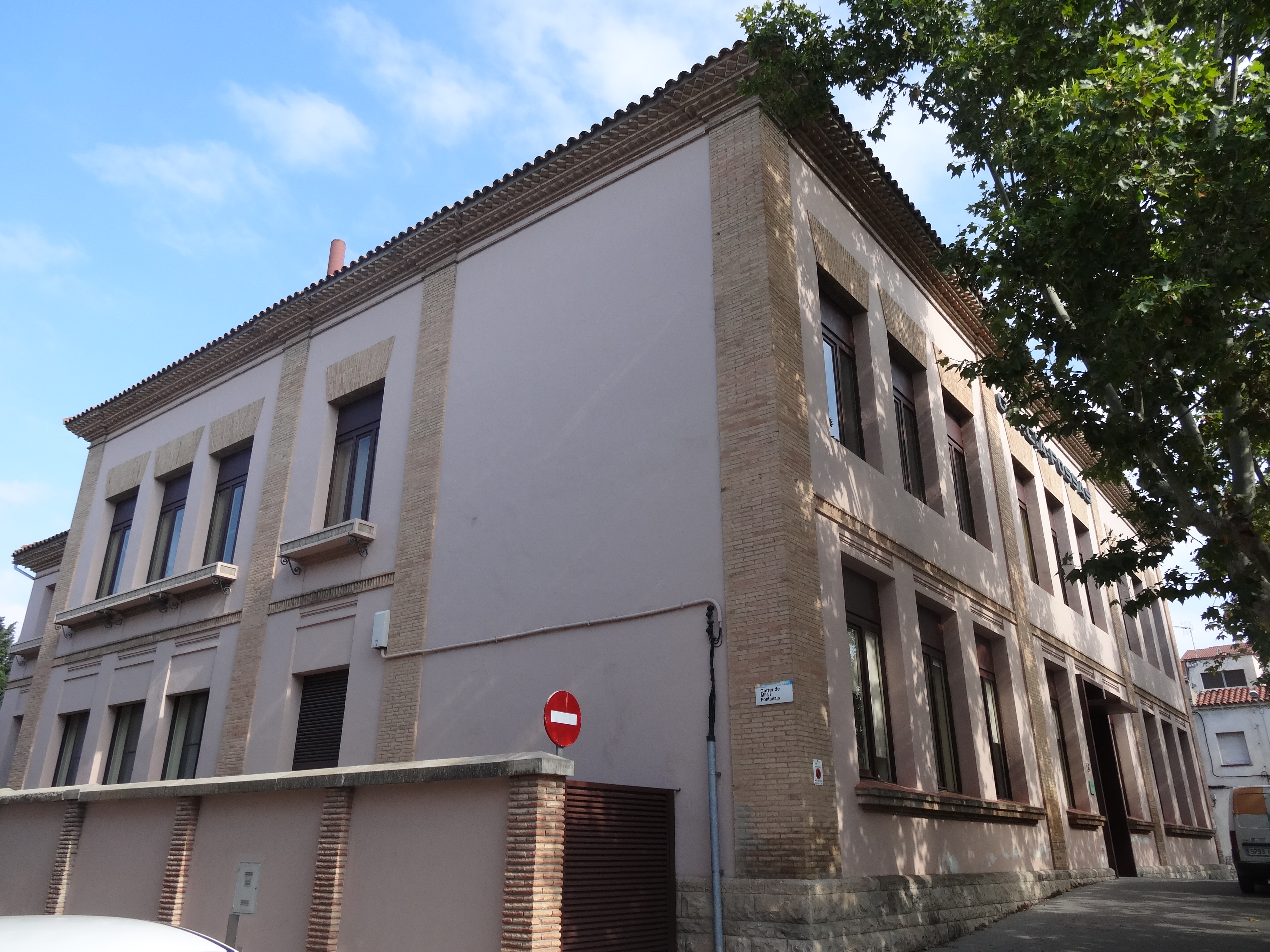
Antic Institut Garcia Fossas (actual Escola Àuria)

El seu germà Jaume va morir a Barcelona el 1927 i deixà un llegat de 40,000 duros per la construcció d'un col·legi d'ensenyament primari a Igualada. Artur va complir la darrera voluntat d'en Jaume, i al cap de tres mesos ja havia comprat els terrenys de l'avinguda Wilson (actual avinguda Balmes) per edificar el col·legi. El juliol de 1933, quan l'edifici ja estava construït, va decidir-se que fos usat com a Institut de Segon Ensenyament. Projectat per l'arquitecte Jordi Gallecs, va ser el primer institut edificat a Igualada i es va inaugurar el 15 de novembre de 1933. El 24 d'octubre de 1934 fou nomenat fill predilecte d'Igualada. En començar la guerra civil espanyola es van parar les classes i després de la guerra va quedar buit. Durant la guerra civil Artur va exiliar-se a França. Acabat el conflicte, va tenir un gran desengany el dia que uns camions van traslladar tot el material i mobles, que ell havia finançat, de l'Institut Garcia Fossas d'Igualada cap a l'Institut Menéndez y Pelayo de Barcelona. Cap a l'any 1952 l'edifici va ser ocupat pel Frente de Juventudes, Ràdio Igualada, un club de tennis i Auxili Social i beneficència. En la dècada de 1960 tornà a ser Institut fins que va ser traslladat. La planta superior va ser cedida als jutjats i el 1968 l'Escola Àuria va ocupar la planta baixa, per atendre alumnat amb necessitats educatives especials. En l'actualitat tot l'edifici és usat per l'Escola Àuria després de la reforma finalitzada el 2005.

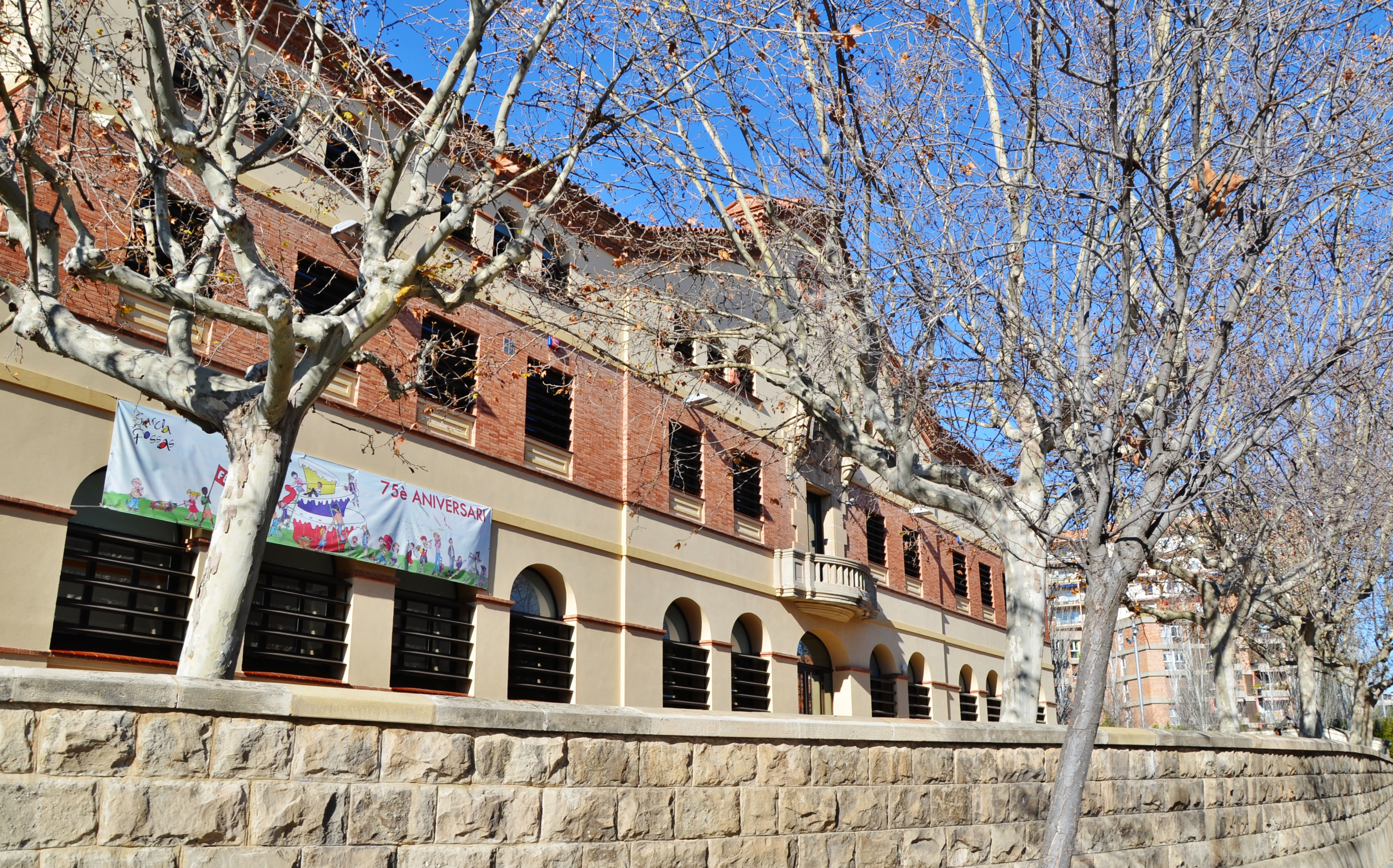
Imatge de l'edifici per l'orfenat, que finalment va obrir com a centre d'ensenyament primari el 1941. Actualment acull el CEIP Garcia Fossas.

L'1 de juliol de 1935, Artur va crear el Patronat Garcia Fossas, amb objecte de construir un orfenat a Igualada per nens orfes d'entre 8 i 14 anys. La construcció de l'edifici va costar unes 300.000 pessetes i l'obra va ser un dels projectes més importants de l'arquitecte Bonaventura Bassegoda i Amigó, amb Pere Vilarrúbies com a contractista d'obres. L'obra s'inicià l'octubre de 1935 i s'acabà maig de 1937. L'edifici es va fer pensant que seria un orfenat, amb el primer pis per les aules i el menjador, el segon per als dormitoris i el tercer per a la comunitat religiosa. L'abril del 1938, davant les dificultats al front d'Aragó, les autoritats republicanes van decidir utilitzar el col·legi com a hospital de guerra i van construir un refugi antiaeri destinat al personal mèdic. Després de la guerra va obrir com a escola o centre d'ensenyament primari Garcia Fossas el 3 de maig de 1941. Artur va poder aconseguir que dintre d'aquesta escola hi funcionés un menjador per poder servir dinars als alumnes orfes i als més necessitats. El 1949 el Centre d'Estudis Comarcals d'Igualada va inaugurar el Museu de la Ciutat ubicat una sala del segon pis d'aquest edifici, i el 1954 es va fundar el Museu de la Pell d'Igualada, ubicat inicialment al tercer pis. Avui en dia l'edifici acull el Centre d'Ensenyament Infantil i Primària (CEIP) Garcia Fossas.

### Mort i llegat

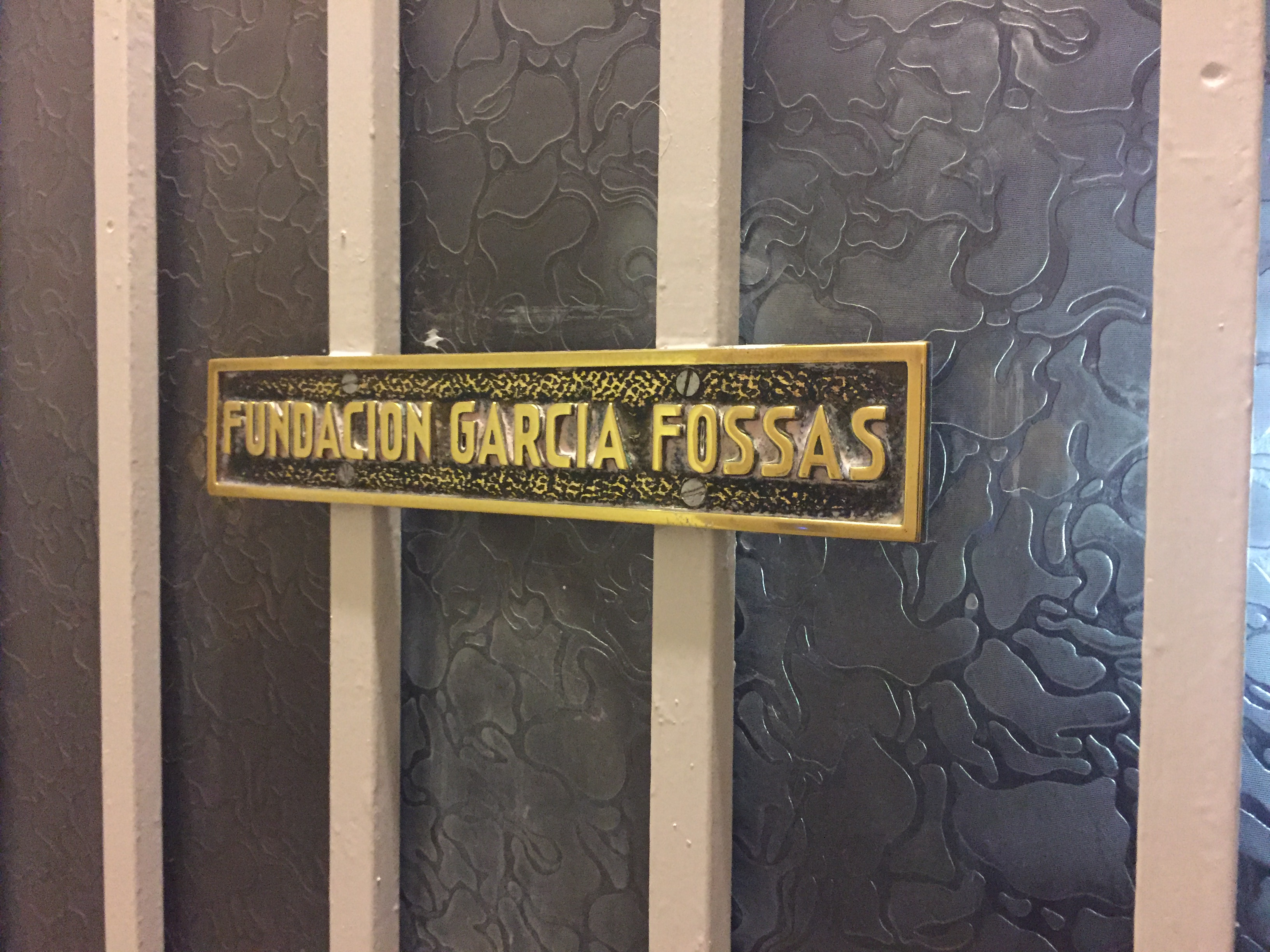
Fundació Garcia Fossas

Artur Garcia Fossas va morir el 20 de febrer de 1944 a la seva casa de Barcelona. Al seu funeral a Barcelona hi van assistir l'alcalde d'Igualada i el governador civil de Barcelona, Antonio de Correa. El taüt anava en una carrossa tirada per 6 cavalls negres amb el cotxer i els postillons
vestits amb tricorni, perruca blanca, mitges blanques i sabates amb sivelles d'argent, i fou enterrat al cementiri de Montjuïc.
En el seu testament, va deixar un llegat de 500.000 pessetes per al Sant Hospital d'Igualada, un de 100.000 pessetes per a Mossèn
Amadeu Amenós, i un de 800.000 pessetes per al Patronat Garcia Fossas d'Igualada. D'aquest darrer n'era usufructuària la
seva germana Teresa Garcia Fossas, mare del metge Pere Gabarró i Garcia. El llegat a l'hospital va permetre ampliar l'hort i construir-ne la paret exterior. El llegat al mossèn va ser destinat a pagar part de la reconstrucció del retaule de l'altar major de l'església de Santa Maria. El llegat al patronat va permetre mantenir el menjador escolar. També va deixar en funcionament la Fundació Garcia Fossas a Barcelona, a l'avinguda Diagonal, 460, per atendre la formació i facilitar el menjador escolar als fills dels operaris de la fàbrica de sabó dels Garcia Fossas, i per tenir cura de la seva pinacoteca.
En l'actualitat a Igualada hi ha una placa a l'indret on hi havia la seva casa natal, un carrer anomenat amb el seu nom, el mencionat CEIP Garcia Fossas i un parc anomenat Garcia Fossas situat al costat d'aquest CEIP i ubicat on abans hi havia l'hort del menjador de l'escola.